# シフィノウイシチェ
シフィノウイシチェ（ポーランド語: Świnoujście [ɕfinɔˈujɕt͡ɕɛ] ( 音声ファイル)、ドイツ語:Swinemünde [ˌsviːnəˈmʏndə]）は、ポーランド西ポモージェ県にある都市である。街のすぐ西側をドイツとの国境が走る。
ウーゼドム島（ポーランド語：ウズナム島）東端とヴォリン島西端にまたがって位置する港湾都市で、オーデル川（オドラ川）が注ぐ潟湖・シュチェチン湾と、バルト海のポメラニア湾とを結ぶ水路・シフィナ川（Świna）の出口近くにある。シュチェチン港に入る船はここを通る。
スウェーデンのイスタとデンマークのコペンハーゲンからのフェリーが発着している。
12世紀に漁村として成立したが、18世紀半ばに大型船が通れるように川が改修され、1765年にはスヴィネミュンデは都市の地位を得てシュテティーン（現在のシュチェチン）の外港として発展した。1945年3月にアメリカ軍の空襲で破壊され、戦後はポーランド領となり冷戦期にはソ連海軍の基地が存在した。

## 姉妹都市
- イースタッド、スウェーデン 1990年
- Nordenham、ドイツ 1992年
- スヴェトルイ、ロシア 1993年
- フォアポンメルン＝グライフスヴァルト郡、ドイツ 1998年
- Heringsdorf、ドイツ 2007年

## ギャラリー

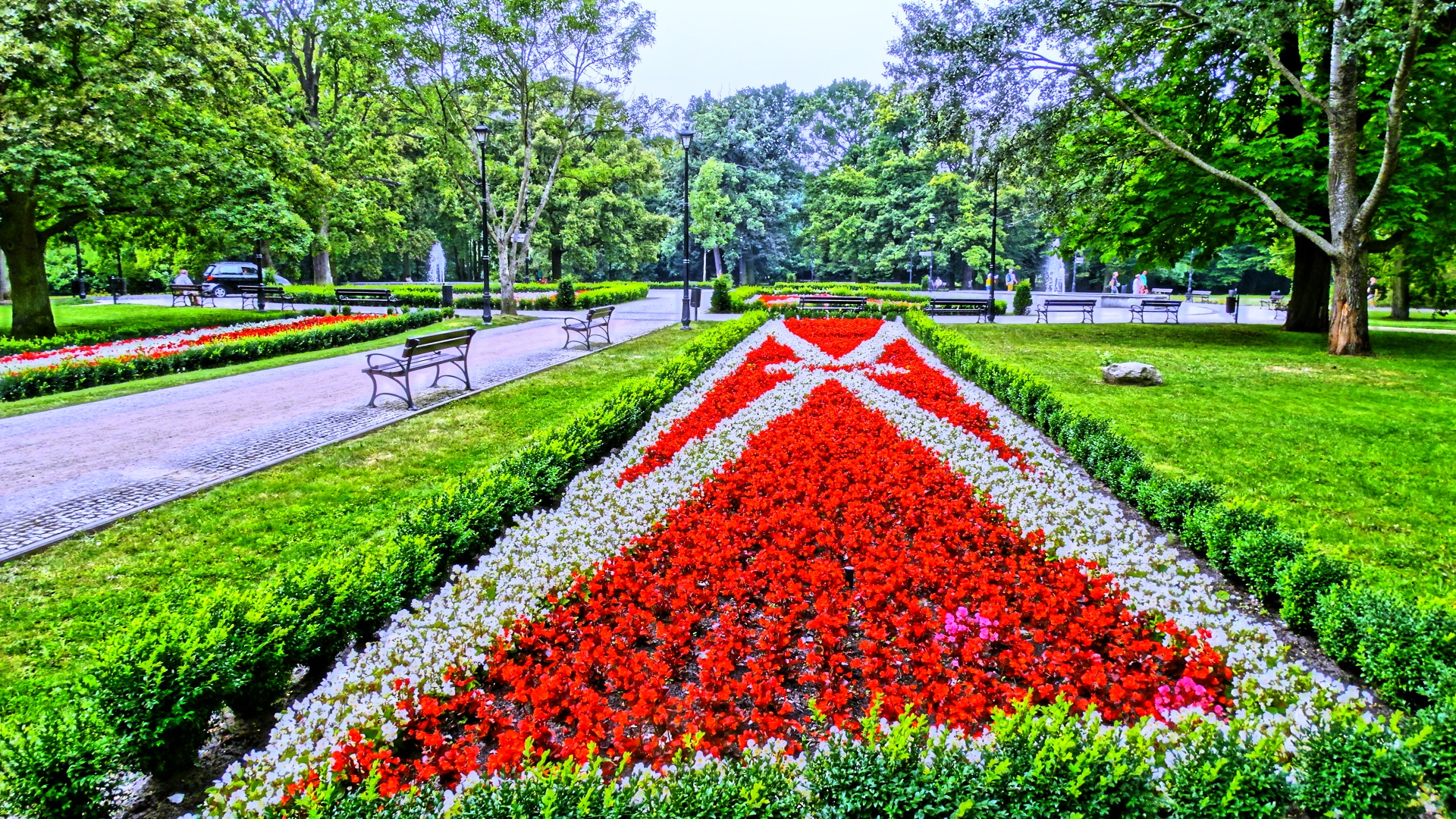
スパパーク
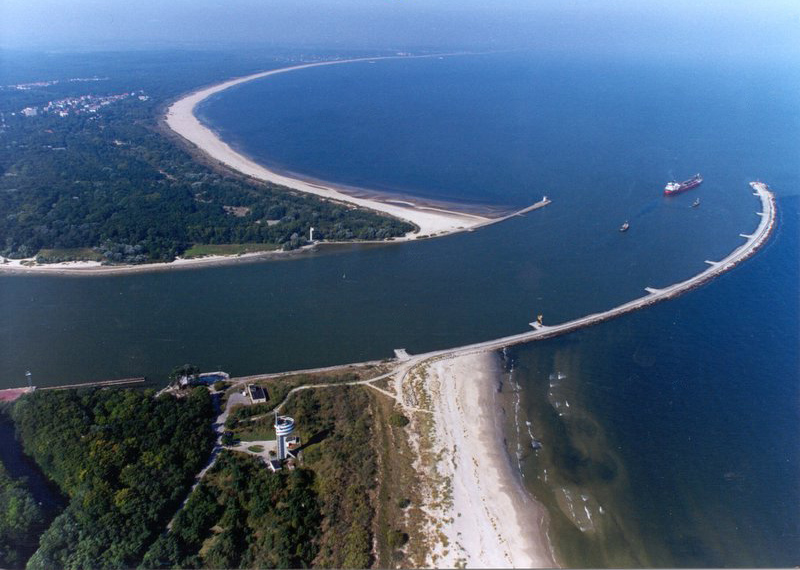
港の下流、シフィナ川の河口
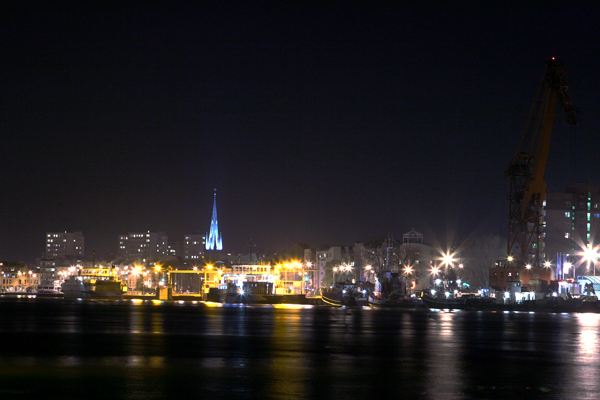
シフィノウイシチェ港の夜景